# Jugurtha

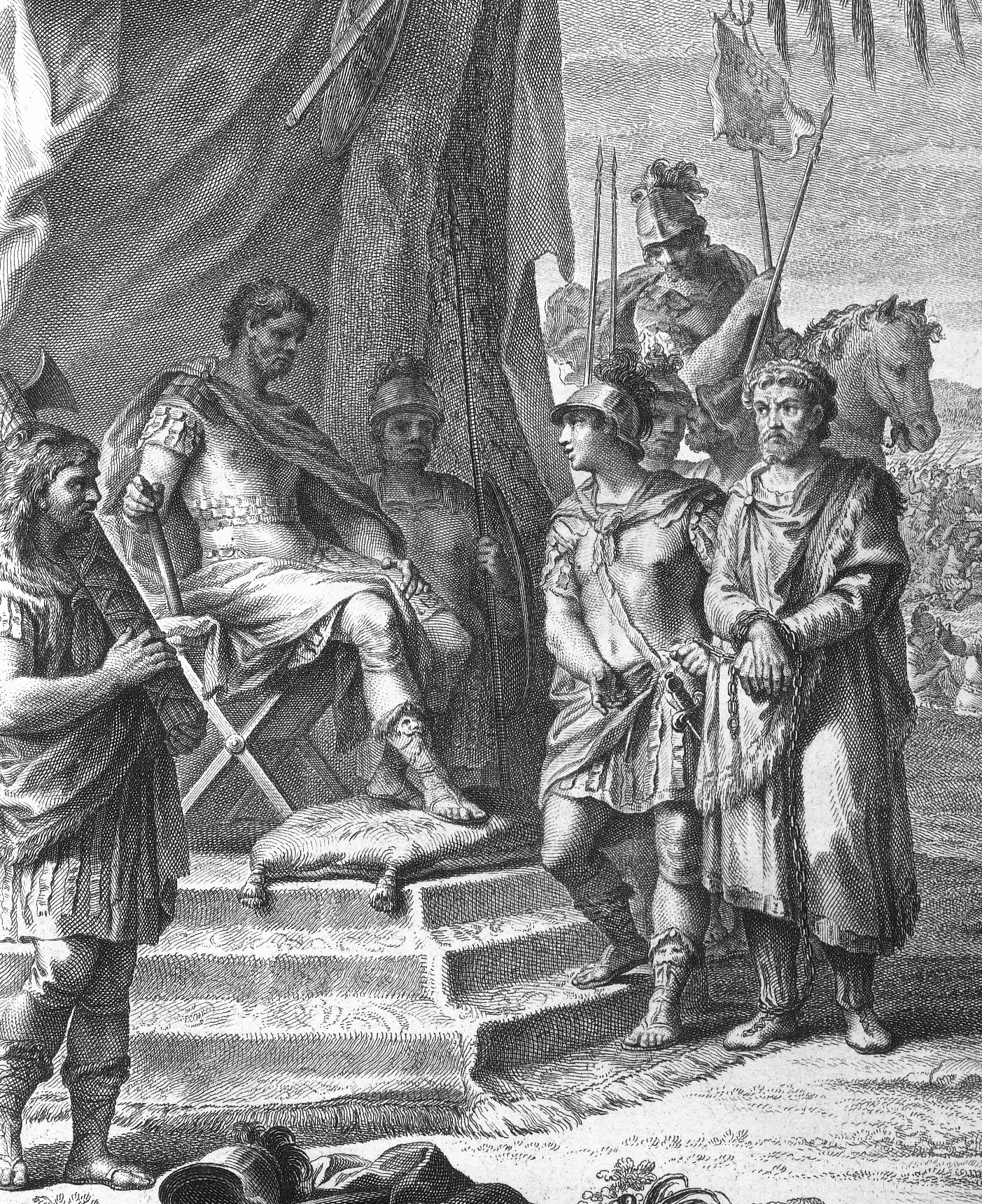
Jugurtha in chains before Sulla, from Sallust's La conjuracion de Catilina y la Guerra de Jugurta (Madrid, 1772)

Jugurtha hoặc Jugurthen (khoảng 160-104 TCN) là một vị vua người Libya của Numidia.Ông sinh ra tại Cirta (ngày nay là thành phố Constantine-Algeri).Jugurthen là tên thật của ông và có nghĩa là: ông ấy vĩ đại hơn tất cả".

## Bối cảnh
Cho tới tận triều đại của ông nội Jugurtha,vua Masinissa, người dân của Numidia vẫn sống đời sống du mục và khó có thể phân biệt họ với những người Lybia khác ở Bắc Phi.Masinissa đã thành lập một vương quốc (khoảng tương đương với phía bắc nước Algérie hiện đại) và trở thành một đồng minh của người La Mã vào năm 206 TCN. Sau một thời gian trị vì lâu dài, ông được thừa kế bởi con trai ông,Micipsa. Jugurtha, con nuôi của Micipsa (và cháu trai ngoài giá thú của Masinissa), đã bị buộc phải đến Tây Ban Nha.
Jugurtha sử dụng thời gian của mình tại Tây Ban Nha để tạo ra các mối quan hệ với người La Mã. Ông đã phục vụ tại cuộc vây hãm Numantia cùng với Gaius Marius và học được các điểm yếu của người La mã để có thể hối lộ.

## Vươn tới quyền lực
Khi Micipsa mất năm 118, ông đã truyền ngôi lại cho cả Jugurtha và hai con trai (những người anh em khác dòng máu với Jugurtha) Hiempsal và Adherbal. Hiempsal và Jugurtha xung đột với nhau ngay lập tức sau cái chết của Micipsa. Jugurtha đã giết chết Hiempsal, dẫn đến mở chiến tranh với Adherbal. Sau khi Jugurtha đánh bại ông trên chiến trường, Adherbal bỏ chạy tới Rome để xin được giúp đỡ. Các quan chức La Mã giải quyết cuộc chiến bằng cách chia Numidia thành hai phần, có thể trong năm 116, nhưng giải quyết này đã bị làm xấu bởi những lời cáo buộc rằng các quan chức La Mã nhận hối lộ để ưu tiên cho Jurgurtha. Trong số các quan chức bị kết tội có Lucius Opimius (người làm chấp chính quan năm 121, đã chủ trì sự kiện dẫn đến cái chết của Gaius Gracchus). Jugurtha đã được giao cho một nửa phía tây;. Sau đó người La Mã tuyên truyền rằng nơi này cũng phong phú hơn nửa còn lại, nhưng sự thật nó ít cả dân cư và phát triển.

## Chiến tranh với Rome
Tới năm 112TCN, Jugurtha lại tiếp tục cuộc chiến của mình với Adherbal, sau đó vây ông ta tại kinh đô Cirta. Adherbal được khuyến khích cố thủ bởi một quân đoàn của người dân Ý, trong kỳ vọng có được một sự viện trợ quân sự đến từ Rome. Tuy nhiên, quân đội La Mã đang bận tham gia trong chiến tranh Cimbri và viện nguyên lão chỉ đơn thuần chỉ là gửi hai đại sứ liên tiếp để rầy la Jugurtha.